# Blood Bowl 2
Blood Bowl 2 ist ein an die Sportart American Football angelehntes Computerspiel im Warhammer-Fantasy-Szenario. Es ist an das gleichnamige Brettspiel von Games Workshop angelehnt und die Fortsetzung zu Blood Bowl aus dem Jahr 2009. Es wurde, wie der Vorgänger, vom französischen Entwickler Cyanide Studios entwickelt und erschien im September 2015 über Focus Home Interactive. Neben der Erstveröffentlichung existiert eine erweiterte, als Legendary Edition bezeichnete, Fassung.

## Spielprinzip
Blood Bowl 2 ist wie sein Vorgänger eine auf das Warhammer-Fantasy-Szenarios angepasste, parodistische Variante der Sportart American Football. Es verbindet Elemente einer Sport- bzw. Managementsimulation mit einem rundenbasierten Strategiespiel. Wie im Football treten zwei Mannschaften mit jeweils elf Spielern gegeneinander an, mit dem Ziel, den Ball in die gegnerische Endzone zu tragen (Touchdown). Anders als im Football können gegnerische Spieler aber auch gezielt umgehauen, verletzt oder sogar getötet werden. Es gewinnt daher nicht zwangsläufig die Mannschaft mit den meisten Punkten, sondern sie muss auch bis zum Schluss spielfähig bleiben.
Eine der größten Änderungen gegenüber dem Vorgänger war der Wegfall des Echtzeit-Spielmodus. Das Spiel ist damit wie die Brettspiel-Vorlage rein rundenbasiert und das Spielfeld ist schachbrettartig in Felder aufgeteilt. Die Inszenierung ist wie eine TV-Sendung namens Blood Bowl-TV des virtuellen Senders Cabalvision gestaltet. Als Sportkommentator begleitet der Vampir Jim Johnson zusammen mit dem Oger und Ex-Spieler Bob Bifford alle Abläufe des Spiels. In der Story-Kampagne, für die im Vergleich zu den Turniermodi einige Regelmodifizierungen eingebaut wurden, übernimmt der Spieler das Team der menschlichen Reikland Reavers und soll es zum Erfolg führen. Im Vergleich zum Vorgänger kann der Spieler nun auch sein Stadion ausbauen.
| Rassen / Teams     | Erstveröffentlichung | Legendary Edition |
| ------------------ | -------------------- | ----------------- |
| Menschen           | ja                   | ja                |
| Zwerge             | ja                   | ja                |
| Orks               | ja                   | ja                |
| Skaven             | ja                   | ja                |
| Dunkelelfen        | ja                   | ja                |
| Hochelfen          | ja                   | ja                |
| Bretonen           | ja                   | ja                |
| Chaos              | ja                   | ja                |
| Waldelfen          | teils (Bonus/DLC)    | ja                |
| Echsenmenschen     | teils (Bonus/DLC)    | ja                |
| Norsen             | teils (DLC)          | ja                |
| Untote             | teils (DLC)          | ja                |
| Nekromanten        | teils (DLC)          | ja                |
| Nurgle             | teils (DLC)          | ja                |
| Chaoszwerge        | teils (DLC)          | ja                |
| Khemri             | teils (DLC)          | ja                |
| Halblinge          | nein                 | ja                |
| Oger               | nein                 | ja                |
| Goblins            | nein                 | ja                |
| Vampire            | nein                 | ja                |
| Amazonen           | nein                 | ja                |
| Elfen-Union        | nein                 | ja                |
| Unterwelt-Bewohner | nein                 | ja                |
| Kislev Circus      | nein                 | ja                |

Das Grundspiel umfasste zunächst acht Mannschaften. Hinzu kamen die beiden als Vorbesteller-Bonus vergebenen Mannschaften der Echsenmenschen und Waldelfen, die nachträglich auch als dann kostenpflichtige Downloaderweiterung erworben werden konnten. Durch weitere Erweiterung erhöhte sich die Auswahl auf 16, mit der Erweiterung auf die Legendary Edition schließlich auf 24 Mannschaften (s. Tabelle). Die Teams setzen sich jeweils aus den Vertretern derselben Rassen – z. B. Orks, Elfen, Skaven oder Menschen – oder Fraktionen – zum Beispiel Unterwelt-Bewohner – zusammen. Die Teammitglieder sammeln im Lauf der Spiele Erfahrung und gewinnen dadurch wie in einem Rollenspiel an Stärke. Auch über bessere Ausrüstung kann ihre Leistung gesteigert werden. Für zusätzliche Siegchancen sorgt der der Kauf von Extras wie Sanitätern (für verletzte Spieler) oder Bestechungsgeschenken (für Schiedsrichter). Zum Managementpart gehört das Engagement von besonders herausragenden Starspielern, die Betätigung auf dem Transfermarkt und das Aushandeln von Sponsorenverträgen, um genügend Finanzmittel für die Verbesserung des Teams zur Verfügung zu haben. Auch das Stadion kann im Verlauf ausgebaut werden.
Neben dem Einzelspieler-Modus kann das Spiel auch online in verschiedenen Liga- und Turniervarianten gegen andere menschliche Mitspieler gespielt werden.

## Entwicklung
Focus Home Interactive kündigte die Entwicklung von Blood Bowl 2 im Februar 2013 an. Die Veröffentlichung sollte noch am Ende desselben Jahr erfolgen. Für die Fortsetzung wurde die Game Engine neu programmiert. Tatsächlich verschob sich die Veröffentlichung auf den 22. September 2015.
Vorbesteller erhielten als Bonus-DLC eine zusätzliche Mannschaft geschenkt, PS4-Spieler die Mannschaft der Echsenmenschen, Spieler auf Xbox One und PC die Waldelfen. Beide Mannschaften standen aber auch nachträglich zum Kauf für jedermann offen. Im Dezember 2015 kündigte Cyanide die Veröffentlichung von vier weiteren Mannschaften per DLC an. PC-Spieler, die das Spiel vor Veröffentlichung des ersten DLCs bereits besaßen, erhielten die Mannschaften kostenlos dazu. Den Anfang machte im Mai 2016 das Volk der Norsen. Im Juli 2016 folgten die Untoten, die Nekromanten im September 2016 und schließlich die Nurgle im November 2016. Im Februar veröffentlichte Cyanide schließlich noch die Chaos-Zwerge und Khemri als Downloaderweiterung.
Im Juli 2017 kündigte Cyanide für den September 2017 die Legendary Edition mit acht weiteren Mannschaften, neuen Multiplayer-Spielmodi und für Einzelspieler die Eternal League und den Challenge-Modus an. Vom 23. August bis 5. September führte Cyanide einen Betatest durch.

## Rezeption
Blood Bowl 2 erhielt auf dem PC gute (Metacritic: 76 von 100), auf den Konsolen gemischte Bewertungen (Xbox: 70 / PS4: 72).

„Originalgetreue Umsetzung des Tabletop-Spiels mit umfangreicher Onlineanbindung, aber sehr schwacher KI.“

„Eigentlich ist Blood Bowl ein tolles Spiel (vor allem für spannende Multiplayerpartien) und der zweite Teil putzt sich gehörig heraus - aber was hier abgeliefert wurde, ist deutlich zu wenig für den Nachfolger der Legendary beziehungsweise Chaos Edition.“